# 聖母聖心主教座堂
聖母聖心主教座堂（又名聖母無玷聖心主教座堂）是天主教新竹教區的主教座堂，位於臺灣新竹市中正路與北大路路口，因而俗稱北大教堂或北大堂。本堂也是桃竹苗四縣市聖堂之母，通稱母堂。本堂落成於1957年，為天主教會在新竹的重要場所，該教會在此舉行過之執事、司鐸、授秩典禮多人，劉獻堂主教、劉丹桂主教即在此就職；此外，各修會修女入會或暫願、終身願亦多次在此舉行。本主教座堂是新竹教區的重要活動中心，也是新竹當地著名建築地標。

## 歷史
1951年8月18日，天主教扬州监牧区宗座监牧費濟時神父（Eugene E. Fahy, SJ）等神職人員遭驅逐離開中國大陸，他們紛紛由揚州與上海等地前往新竹，各自按原教區、會院分區進行傳教活動；此為新竹地區大規模系統性天主教傳播之濫觴。
1957年10月16日（耶穌君王節），聖母聖心主教座堂開始興建。這座教堂和揚州耶穌聖心主教座堂外形相似，乃因規劃者費濟時神父曾任揚州宗座监牧。
該教堂現址前身為日本憲兵隊新竹分隊駐在地，並曾在1945年1月17日成為美軍空襲目標之一；當時，北辰病院、新竹地方法院宿舍以及附近民宅均遭炸毀，並造成十餘人傷亡。

## 建築數據
建地1400坪，全長120呎，寬50呎。鐘樓高90呎，堂內高45呎。座位1000人。

## 外部連結
- 聖母聖心主教座堂官方網站